# Lijst van voetbalinterlands Benin - Mali (vrouwen)
Deze lijst van voetbalinterlands is een overzicht van alle officiële voetbalinterlands tussen de nationale vrouwenteams van Benin en Mali. De landen hebben tot nu toe twee keer tegen elkaar gespeeld.

## Wedstrijden
| № | Plaats  | Datum           | Competitie                                | Wedstrijd    | Uitslag |
| - | ------- | --------------- | ----------------------------------------- | ------------ | ------- |
| 1 | Bamako  | 22 juli 2006    | Afrikaans kampioenschap 2006 kwalificatie | Mali − Benin | 3 − 1   |
| 2 | Cotonou | 6 augustus 2006 | Afrikaans kampioenschap 2006 kwalificatie | Benin − Mali | 0 − 1   |

## Samenvatting
| Competitie                           | Totaal gespeeld | Winst Benin | Gelijk | Winst Mali | Doelsaldo Benin – Mali |
| ------------------------------------ | --------------- | ----------- | ------ | ---------- | ---------------------- |
| Afrikaans kampioenschap kwalificatie | 2               | 0           | 0      | 2          | 1 − 4                  |
| Totaal                               | 2               | 0           | 0      | 2          | 1 − 4                  |